# Charlene Wittstock
Charlene Lynette Wittstock (Bulawayo, 25 januari 1978), een voormalige rugslagzwemster uit Zuid-Afrika, is sinds 1 juli 2011 de echtgenote van vorst Albert II van Monaco.
Ze werd geboren in de Rhodesische stad Bulawayo (sinds 1980 een stad in Zimbabwe) als dochter van Michael Kenneth Wittstock, eigenaar van een computerbedrijf, en Lynette Humberstone, een voormalige competitiezwemster. In 1989 verhuisde ze met haar familie naar Zuid-Afrika, provincie Transvaal. Ze is van Duitse, Engelse en Ierse komaf. Charlene spreekt minstens drie talen: Engels, Afrikaans en Frans.
Als zwemster deed zij mee aan de Olympische Zomerspelen van 2000 in Sydney, waar ze met de Zuid-Afrikaanse ploeg in de 4x100m wisselslag als vijfde eindigde. Ze behaalde ook verscheidene nationale titels.
In 2000 leerde zij prins Albert van Monaco kennen tijdens de Grand Prix Formule 1 van Monaco. Sinds 2006 hebben ze een relatie en op 23 juni 2010 verloofde het stel zich officieel. Het burgerlijk huwelijk werd op 1 juli 2011 voltrokken door Philippe Narmino, de voorzitter van de Monegaskische Raad van State. Het kerkelijk huwelijk vond plaats op 2 juli 2011 op de binnenplaats van het prinselijk paleis. De mis werd geleid door aartsbisschop Bernard Barsi van Monaco. Sinds haar huwelijk staat ze officieel bekend als Hare Doorluchtige Hoogheid Vorstin Charlène van Monaco, een titel die laatst gedragen werd door de moeder van Albert, prinses Grace.
Op 30 mei 2014 werd door het prinselijk paleis bekendgemaakt dat prinses Charlène zwanger was. Op 7 oktober werd bekend dat het paar een tweeling verwachtte. Prinses Charlène beviel op 10 december 2014 in het Prinses Grace Ziekenhuis in Monaco van de tweeling, prinses Gabriella en prins Jacques.